# 軍刀利神社 (上野原市)
軍刀利神社（ぐんだりじんじゃ）は、山梨県上野原市棡原（ゆずりはら）にある神社。旧社格は村社。モニュメントの剣が、ある神社で知られる。

## 概要
神社は、かって日本有数の長寿村棡原に所在する。その信仰は、武州桧原、相州佐野川、並びに棡原の三郷の総鎮守とされ、三国山頭に座し、ここで祭祀が行われていた。
参道は、連行峰で笹尾根から分岐している万六尾根から武蔵（現檜原村）へ抜ける三国峠道の一部であった。三国峠道は、木材・薪炭・茅草などの山林生産物の生産や搬出のために使われる幹道であった。武蔵御嶽神社へ向かう御嶽講も歩いていた道である。

## 歴史

### 明治から現在まで
明治元年の神仏分離令と明治5年の修験道廃止令前までは古代日本において山岳信仰に発祥する修験道の大正院が、神仏習合の神社である軍荼利夜叉明王社（）の別当（管理）を務めて、修験者がその信奉者を増やしてきた。 明治時代に密教の軍茶利夜叉明王を廃止し、代わりに祭神の変更で武神としての日本武尊を祭神とした軍刀利神社と改称した。戦前は武運長久を祈願する為、出兵前の兵士や家族の参拝が絶えなかった。

### 鎌倉時代
- 1334年（建武元甲戌年）3月に、当時の領主新田義貞朝臣が蚕山（）（931 m）[4]の社添へに御堂を建て「五大明王の一尊で、南方に配置され、悪敵を退け、甘露で生あるものを救う」軍荼利夜叉明王[5]を祭った[注釈 2]。

### 室町時代
- 400年以上前の室町時代の文禄年間（1593年 - 1596年）に野火の災に罹り現今の地に遷座[上 1][公 3]。
- 甲斐国志に軍茶利夜叉明王社棡原村鎮守永正8年（1511年）とある。

### 戦国時代
- 軍刀利神社は軍神として信仰は篤く部門特に武田信玄や岩殿城（大月市）主小山田家累代からの厚い崇敬を集めていた[公 1][国 1]。武田信玄は自画讃水仙を奉献。上野原豪族加藤氏、小菅遠江守信影累代の主など、神社維持費を幕末に至るまで奉献していた記述がある[6]。

### 江戸時代
- 寛永9壬申年（1632年）に再建の棟札[7]。
- 寛政2庚戌年（1790年）に本殿・拝殿を建立[7]。

## 祭神
縁結び、子宝、安産、厄除け、招福、延命長寿などにご利益がある。
- 武神として日本武尊[公 1]。

## 境内

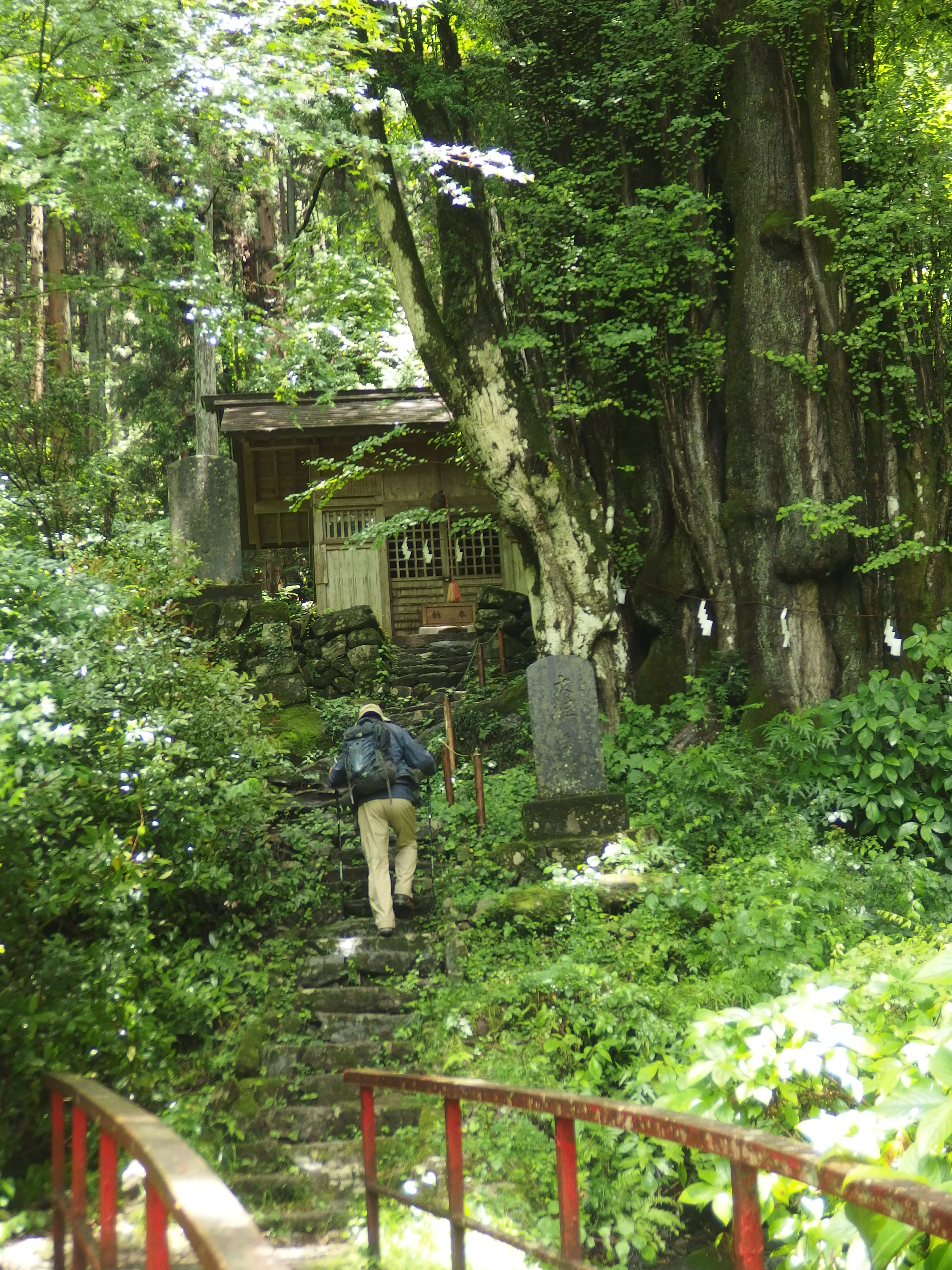
奥の院（撮影 2023年6月）

本殿横に奉納されたモニュメントの剣は、日本武尊が東征の帰りに三国山の山頂で草薙の剣を神実（）として祀ったことに由来する。軍荼利山山頂に、1531年に武田氏が戦勝祈願をした 元社（）が、所在する。
- 一の鳥居
- 社務所
- 二の鳥居
- 手水舎（）[協 1]
- 本殿（標高598.2 m）
- 拝殿
- 絵馬殿
- 三の鳥居
- 奥の院 - 山梨県天然記念物のカツラの巨木が、所在する。
- 元社（）（標高950 m）

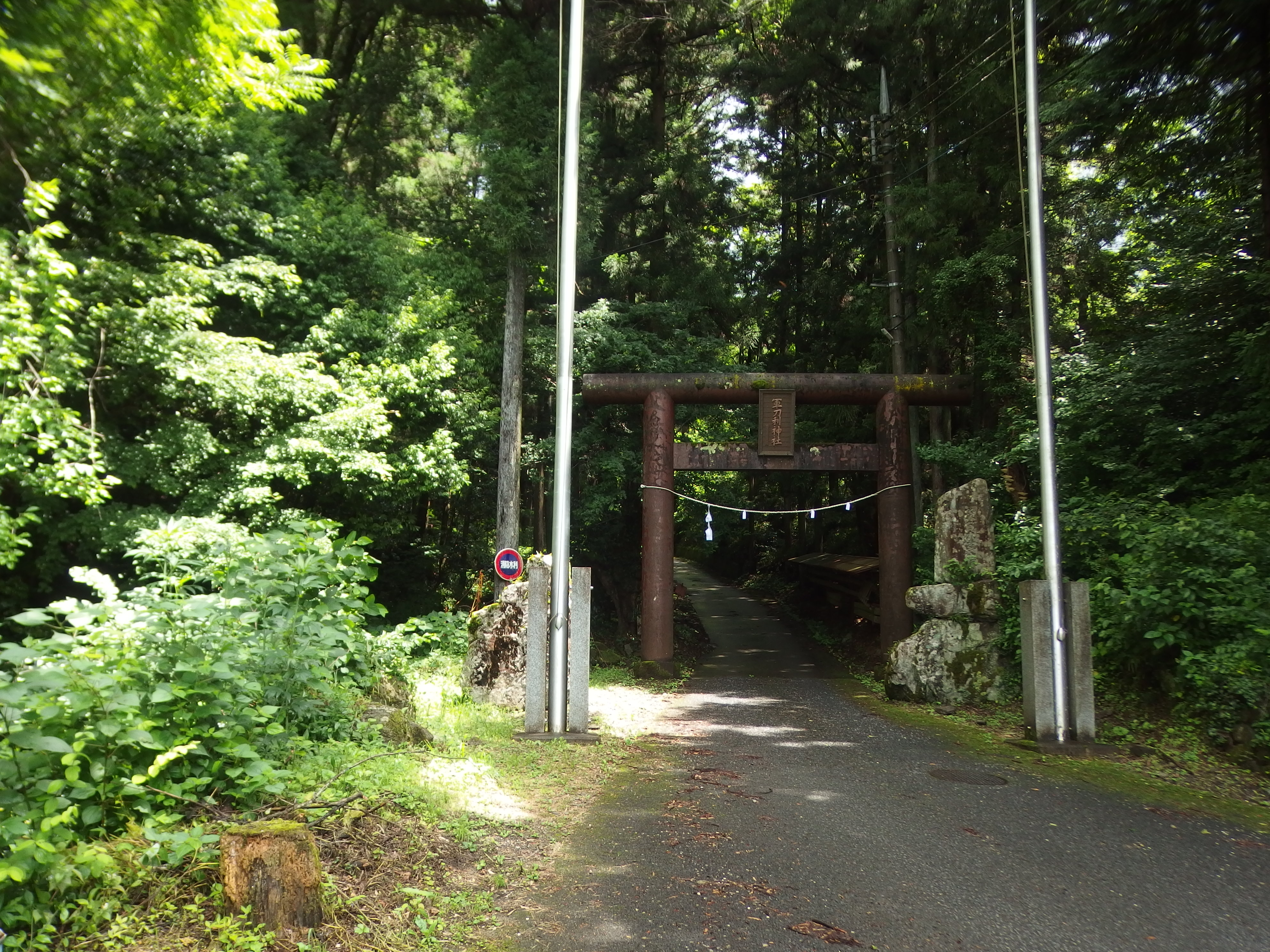
一の鳥居
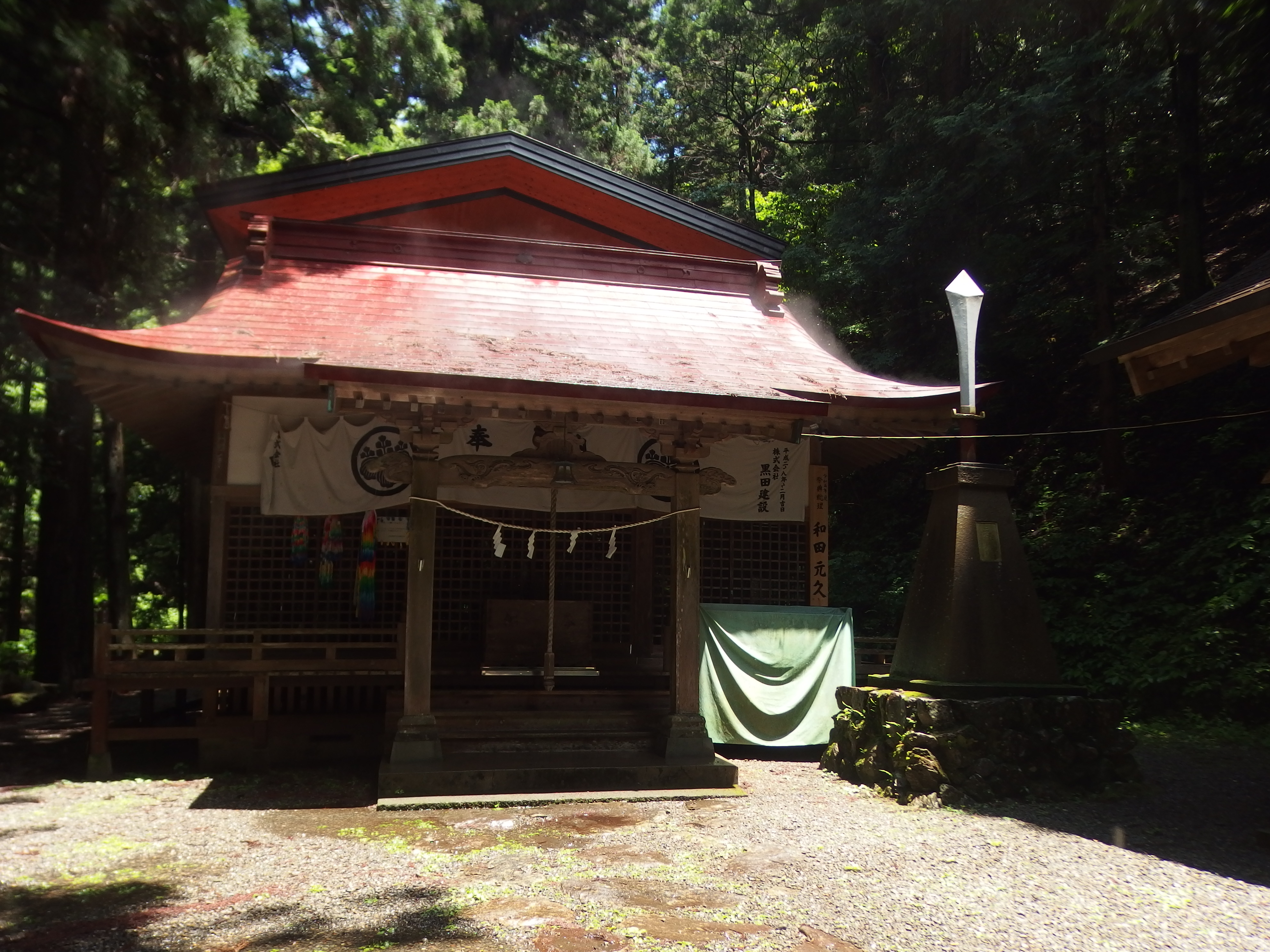
本殿
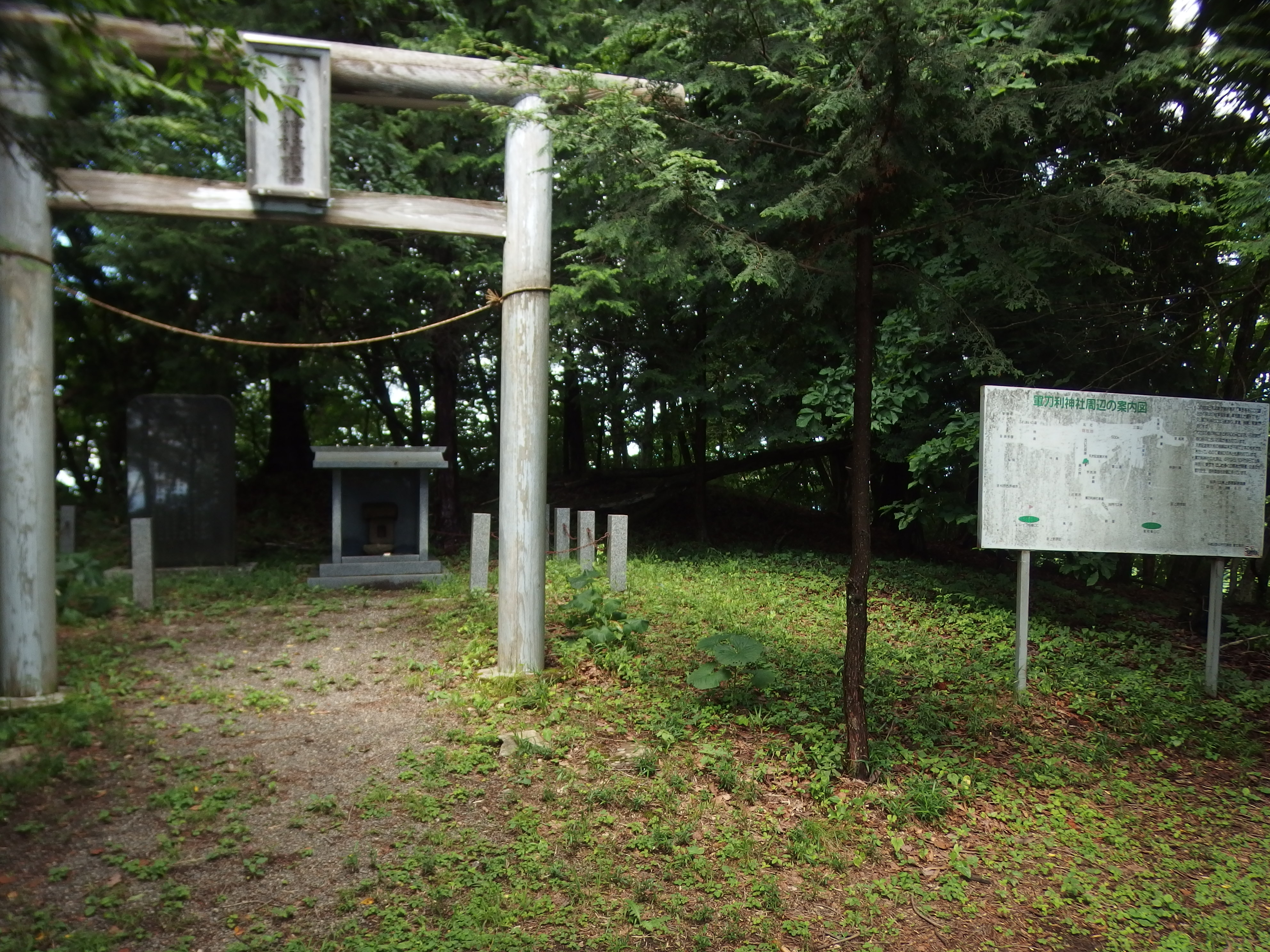
元社
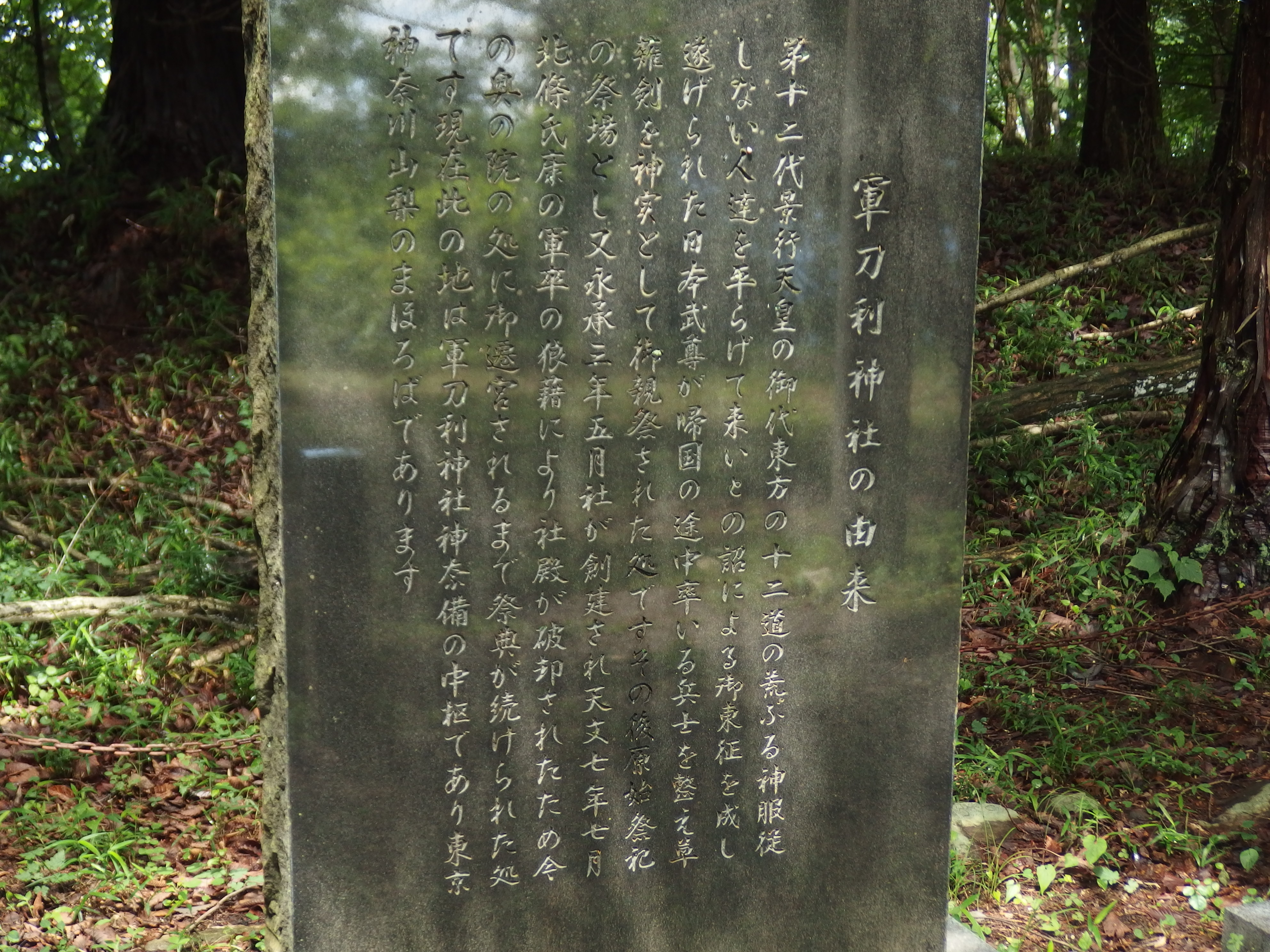
石碑
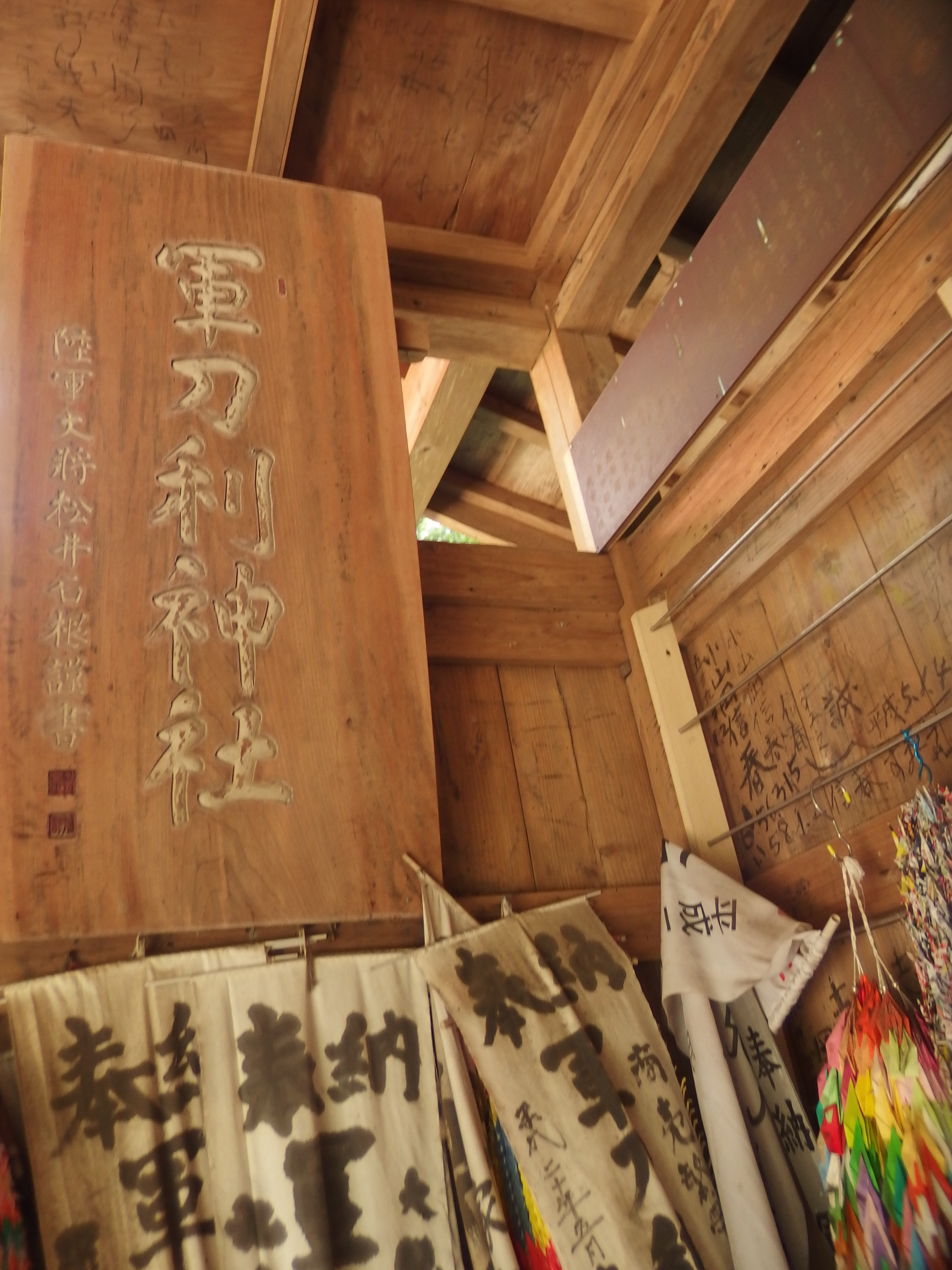
額（2023年6月）
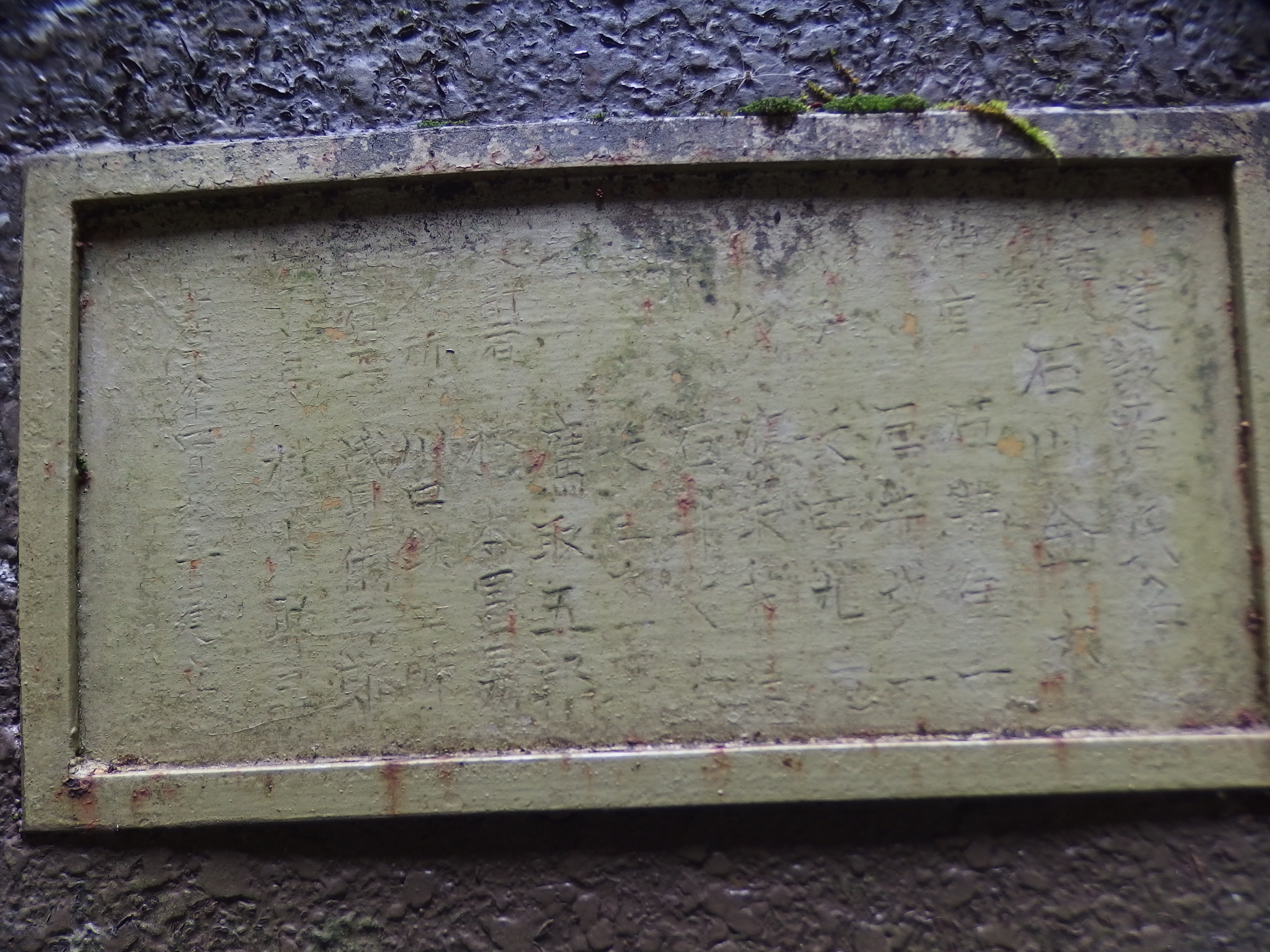
昭和28年4月15日定礎

## 行事
- 1月1日 歳旦祭[協 3]
- 4月19日 例大祭
- 10月19日 秋祭
- 11月23日 新嘗祭
- 12月31日 除夜祭

## 立地

### 所在地
- 山梨県上野原市棡原4134

### 交通アクセス
鉄道利用
- JR中央本線上野原駅下車。
  - （バス利用）「井戸」行きバス（富士急バス）[8]で終点で下車[国 1]。徒歩15分。バス停「井戸」から軍刀利神社拝殿まで約1.2 km、カツラのある「奥の院」は更に約600 m先である。
  - （タクシー）「井戸」まで約12分（総距離約7.5 km）。
  - （徒歩）徒歩2時間33分（直線距離6.4 km）。

自動車利用
- 国道20号
- 首都圏中央連絡自動車道上野原インターチェンジ

上野原ICから軍荼利神社駐車場までは直線距離約6.4 km。
社務所の横と本殿の階段下に駐車場（15台）がある。
初詣で賑わう正月、新緑のゴールデンウィーク、秋の紅葉シーズンなどの繁忙期などにはさらに混雑し、駐車場が見つからない危険性もある。

## その他

### 御朱印
ご朱印は祭事の時以外は授与していない。

### 白旗史朗と鳥居
山梨県軍刀利神社奥の院と元社にある2か所の銀色の鳥居は、山岳写真家の白旗史朗が寄贈したものである。10年目の塗装作業を白旗大月後援会、地元上野原市の東斐山岳会、相模原市の藤野山岳会、NPO北丹沢山岳センターの手で2011年（平成23年）3月20日に実施した。白簱史朗は2019年（令和元年）11月30日に逝去。

### カツラ（山梨県指定天然記念物）
奥の院には、山梨県指定の天然記念物（1961年12月7日指定）の樹齢500年のカツラがそびえ立つ。規模は、根廻りは斜面に沿って14.0 m、地面上より1 mの幹囲は9.2 m、樹高33.0 mである
。
登山家で民族研究家の岩科小一郎の「軍荼利山縁起」には、古老の言い伝えが書かれている。
「これより下方、約二丁に休み石と称する方形の奇石あり、傍らに泉湧き出る処あり。清澄なるひとつの水溜まりがあり、地廻り三丈五尺、目通り二丈三尺位の大桂の樹あり。一見荘厳霊地の処たるを感ぜしむ。すなわち日本武尊が長途の疲れを癒し、渇きを凌ぐため自ら汲みて用いたる処なりと伝う」

### 井戸のサイカチ（ 上野原市の元指定文化財）
参道入口の大鳥居の左脇に所在した樹高18.1 m、幹周3.12 mの井戸のサイカチは、樹齢は300年以上とされ、根元から幹にかけて空洞であった。倒木のため樹勢が著しく衰え、2015年に文化財指定が解除された。

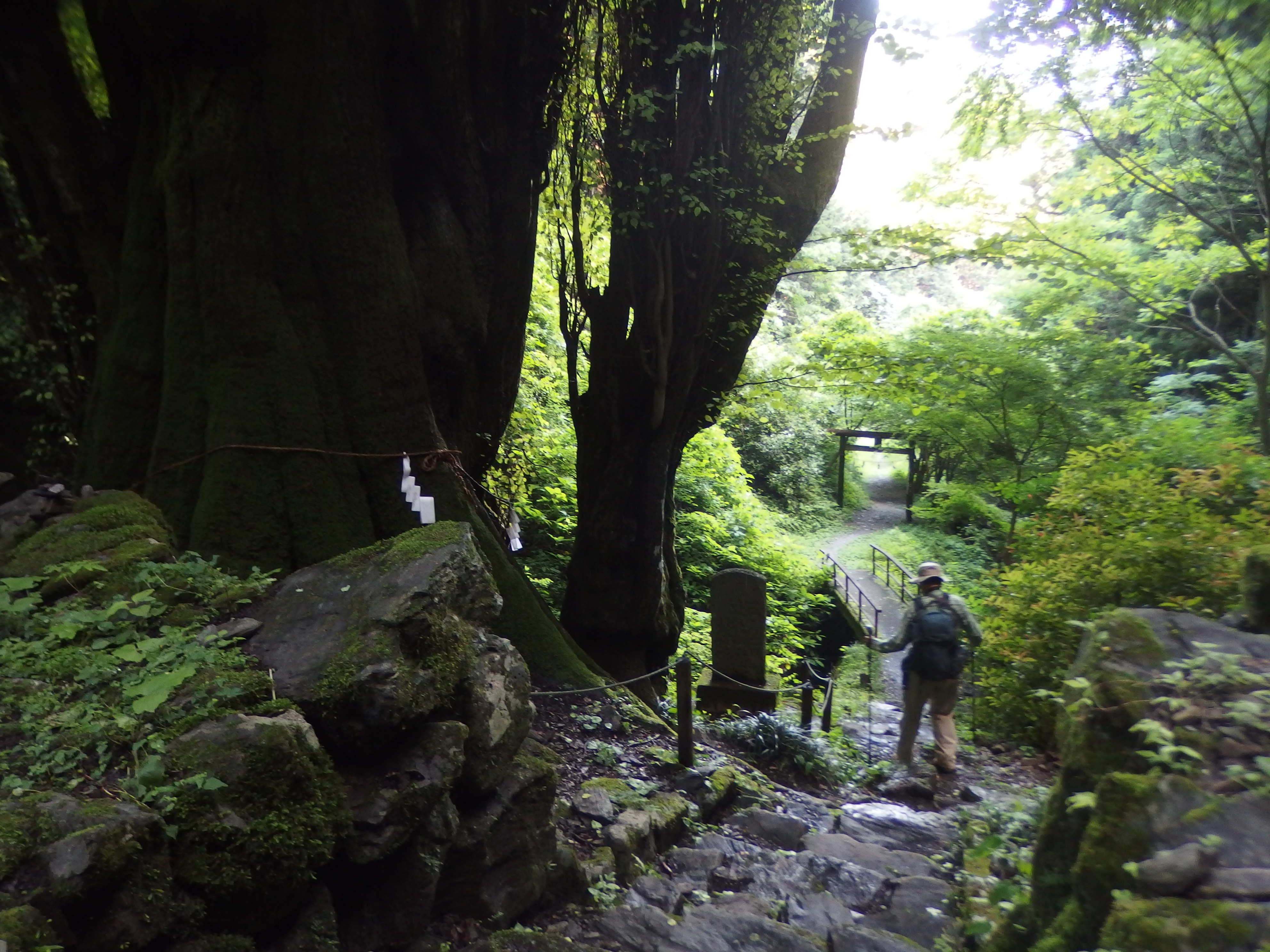
軍刀利神社の大カツラ 2023年6月
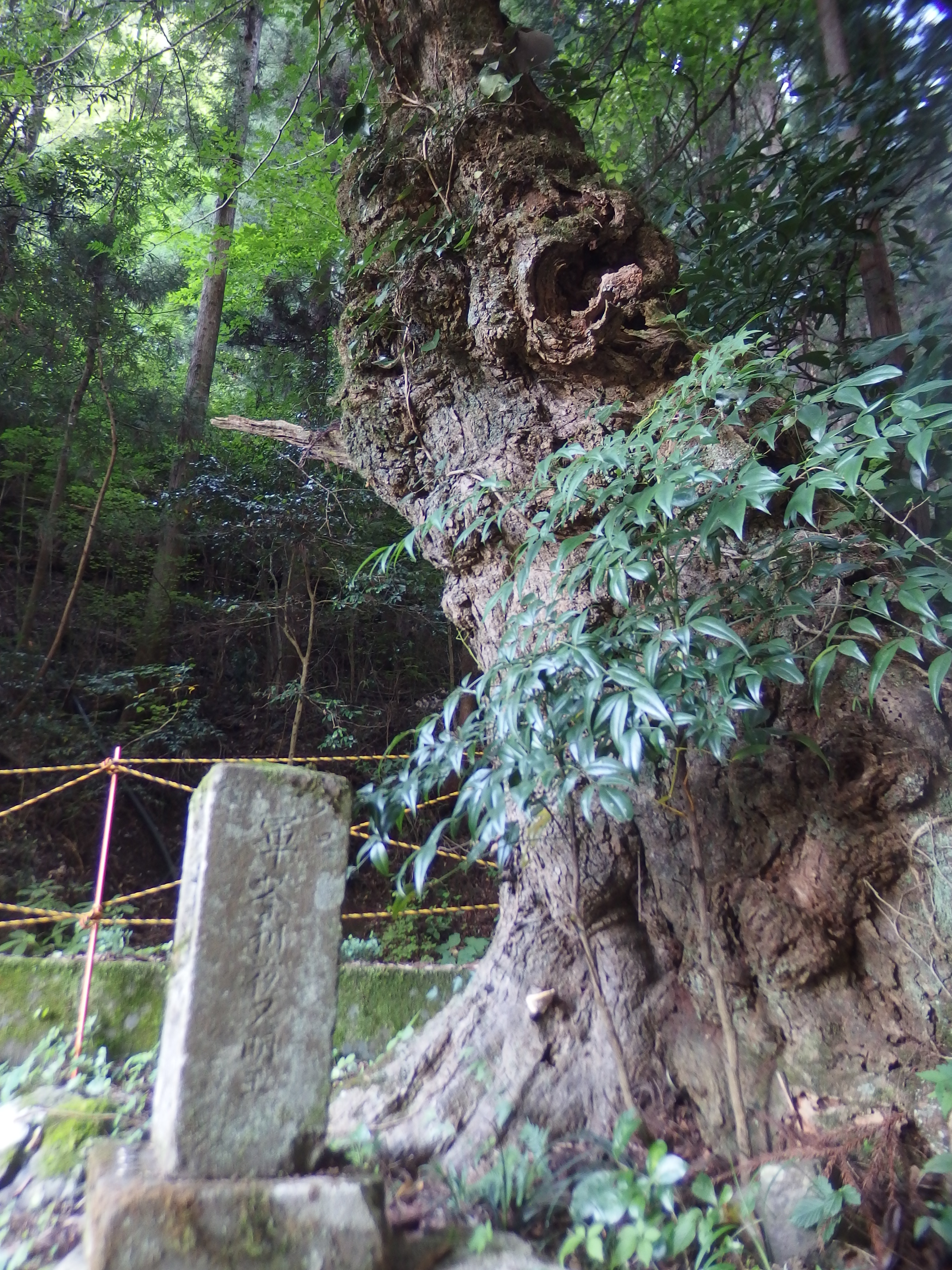
井戸のサイカチ 撮影 2023年7月